# Korallrevens Klagesang
Koralrevens Klagesang is het tweede muziekalbum van de Noorse band Panzerpappa uit Oslo. Het album is, op één compositie na, geheel instrumentaal. De invloed van Van der Graaf Generator is duidelijk aanwezig. Er doet een lijst aan Noorse gastmusici mee. Belangrijk om te noemen is Richard Sinclair, die de zang op track Vintervake voor zijn rekening neemt.

## Musici
- Steinar Børve – toetsen, saxofoon;
- Trond Gjellum – slagwerk en percussie;
- Anders Kristian Krabberød – basgitaar;
- Jarle G. Storløkken – gitaar en toetsen.

## Composities
1. Korallrevens klagesang I (Gjellum)
2. Korallrevens klagesang II (Gjellum/Børve)
3. Kantonesisk kanotaur (Børve)
4. Apraxia (Krabberød)
5. Etyde (Storløkken)
6. Snill sang pa band (Gjellum/Børve)
7. Vintervake (Børve)
8. Frenetisk frenologi (Panzerpappa)
9. Korallrevens klagesang III (Gjellum/Børve)